# Liste der Kulturdenkmäler in Altenglan
In der Liste der Kulturdenkmäler in Altenglan sind alle Kulturdenkmäler der rheinland-pfälzischen Ortsgemeinde Altenglan einschließlich der Ortsteile Mühlbach und Patersbach aufgeführt. Grundlage ist die Denkmalliste des Landes Rheinland-Pfalz (Stand: 6. September 2022).

## Denkmalzonen
| Bezeichnung                  | Lage                       | Baujahr | Beschreibung | Bild            |
| ---------------------------- | -------------------------- | ------- | --- | --------------- |
| Denkmalzone Mühlbacher Mühle | Mühlbach, Mühlweg 1/3 Lage | 1845    | Gebäudegruppe aus der ehemaligen Getreidemühle; siebenachsiger sandsteingegliederter Putzbau, Erweiterung 1892 und Ölmühle (1858), Scheunenanlage (nach 1845) und der vom Glan abgeleitete Mühlbach | Fotos hochladen |

## Einzeldenkmäler
| Bezeichnung                           | Lage                                                        | Baujahr                            | Beschreibung | Bild            |
| ------------------------------------- | ----------------------------------------------------------- | ---------------------------------- | --- | --------------- |
| Wohnhaus                              | Altenglan, Bahnhofstraße 2 Lage                             | 1785                               | spätbarockes Wohnhaus, bezeichnet 1785; langgestreckter Krüppelwalmdachbau; ortsbildprägend | Fotos hochladen |
| Wohn- und Geschäftshaus               | Altenglan, Eisenbahnstraße 8/10 Lage                        | 1925                               | Leitungsbezirks- und Wohngebäude der Post; zweigeschossige Flügelbauten, eingeschossiger Garagentrakt, 1925, Architekten Heinrich Müller und Mitarbeiter | Fotos hochladen |
| Verwaltungsgebäude                    | Altenglan, Friedelhauser Straße 11 Lage                     | 1921/22                            | ehemaliges Verwaltungsgebäude der Basalt-Actien-Gesellschaft, Linz am Rhein; neubarocker Walmdachbau, 1921/22, Architekten Heinrich Mattar und Eduard Scheler, Köln; rückwärtig Remisen- und Stallgebäude | Fotos hochladen |
| Rathaus                               | Altenglan, Glanstraße 30 Lage                               | 1856/57                            | ehemaliges Rathaus; sandsteingegliederter Krüppelwalmdachbau, 1856/57, Umbau 1896; platzbildprägend | Fotos hochladen |
| Protestantische Pfarrkirche Altenglan | Altenglan, Kuseler Straße 2 Lage                            | 1720                               | barocker Saalbau mit Walmdach, bezeichnet 1720, im Kern älter, Dachreiter 1806; romanisches Skulpturenfragment; durchgreifende Sanierung 1956, Architekt Hansgeorg Fiebiger, Kaiserslautern | Fotos hochladen |
| Kriegerdenkmal                        | Altenglan, Kuseler Straße, bei Nr. 2 auf dem Friedhof Lage  | 1927                               | Kriegerdenkmal 1914/18, sterbender Krieger, 1927 von A. Bernd, Kaiserslautern | Fotos hochladen |
| Schmiede                              | Mühlbach, Genickel, bei Nr. 4 Lage                          | erste Hälfte des 18. Jahrhunderts  | ehemalige Schmiede; eingeschossiger Fachwerkbau, teilweise massiv, Pultdachanbau, Schleifstein, erste Hälfte des 18. Jahrhunderts | Fotos hochladen |
| Protestantische Kirche Mühlbach       | Mühlbach, Moorstraße 13 Lage                                | 1933/34                            | Bruchsteinsaal mit Glockenturm, Heimatstil, 1933/34, Architekt Regierungsbaumeister Stahl, Landau | Fotos hochladen |
| Brunnen                               | Mühlbach, südlich des Ortes in der Nähe der Moorstraße Lage | 1846                               | Laufbrunnen; Brunnenanlage, Sandstein und Gusseisen, 1846, Architekt Karl Klee | Fotos hochladen |
| Streitmühle                           | Mühlbach, südwestlich des Ortes (Streitmühle 1) Lage        | zweite Hälfte des 18. Jahrhunderts | ehemalige Seylsche Mühle; spätbarocker sandsteingegliederter Putzbau, zweite Hälfte des 18. Jahrhunderts; Wehranlage; Wirtschaftsgebäude: Remise und Gesindehaus, gegen 1859, Stallscheune und Lagerhaus jünger; einbogige Steinbrücke, 1854, Architekt Johann Schmeisser, Kusel                                            | Fotos hochladen |
| Quereinhaus                           | Patersbach, Hauptstraße 24 Lage                             | 1864                               | sandsteingegliedertes Quereinhaus, 1864 | Fotos hochladen |
| Schmiede                              | Patersbach, Zum Horst, bei Nr. 6 Lage                       | um 1865                            | ehemalige Schmiede, Putzbau mit teilweise abgeschlepptem Satteldach, wohl um 1865; mit technischer Ausstattung | Fotos hochladen |
| Fockenmühle                           | Patersbach, nördlich des Ortes (Fockenmühle 2) Lage         | 18. Jahrhundert                    | ehemalige Öl- und Getreidemühle; dreigeschossige Einfirstanlage, im Kern aus dem 18. Jahrhundert, bezeichnet 1864 und 1871 (Umbauten), Aufstockungen 1922 und 1938, Stallscheune 1871; technische Ausstattung aus den 1930er Jahren, unterirdisch herangeführter Mühlgraben und Lauf des Glan ab der zugehörigen Wehranlage | BW              |

## Ehemalige Kulturdenkmäler
| Bezeichnung       | Lage                              | Baujahr | Beschreibung                                                                                         | Bild                           |
| ----------------- | --------------------------------- | ------- | --- | ------------------------------ |
| Bahnhof Altenglan | Altenglan, Eisenbahnstraße 3 Lage | 1862/68 | großvolumiges Empfangsgebäude, eingeschossiger Güterschuppen mit Laderampe, 1862/68, 2015 abgerissen | weitere Bilder Fotos hochladen |